# Musée d'histoire naturelle de l'université de Tartu
Le musée d'histoire naturelle de l'université de Tartu (en estonien : Tartu Ülikooli loodusmuuseum) est un musée à Tartu en Estonie.

## Organisation
Le musée a été créé en 1802 ce qui en fait le plus ancien musée d'Estonie.
Installé à Vanemuise 46, le musée d'histoire naturelle comprend les collections de géologie, de zoologie, de botanique et de mycologie, le Département des expositions et de l'éducation à la nature et le Groupe de travail sur l'informatique et les archives numériques de la biodiversité. 
En 2014, le jardin botanique et le musée d'histoire naturelle de l'université de Tartu ont fusionné en une seule institution Musée d'histoire naturelle et jardin botanique de l'université de Tartu.

## Expositions

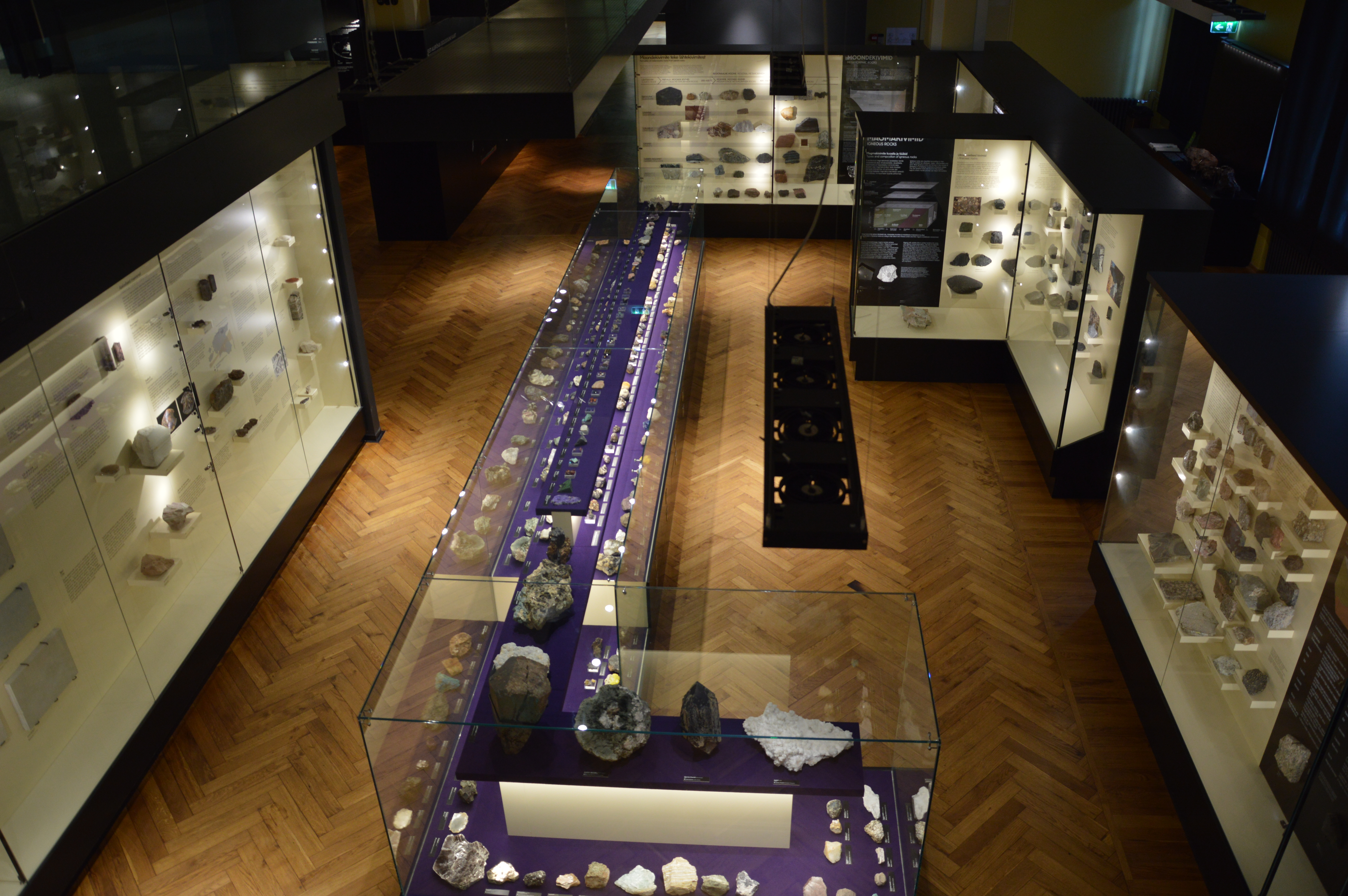
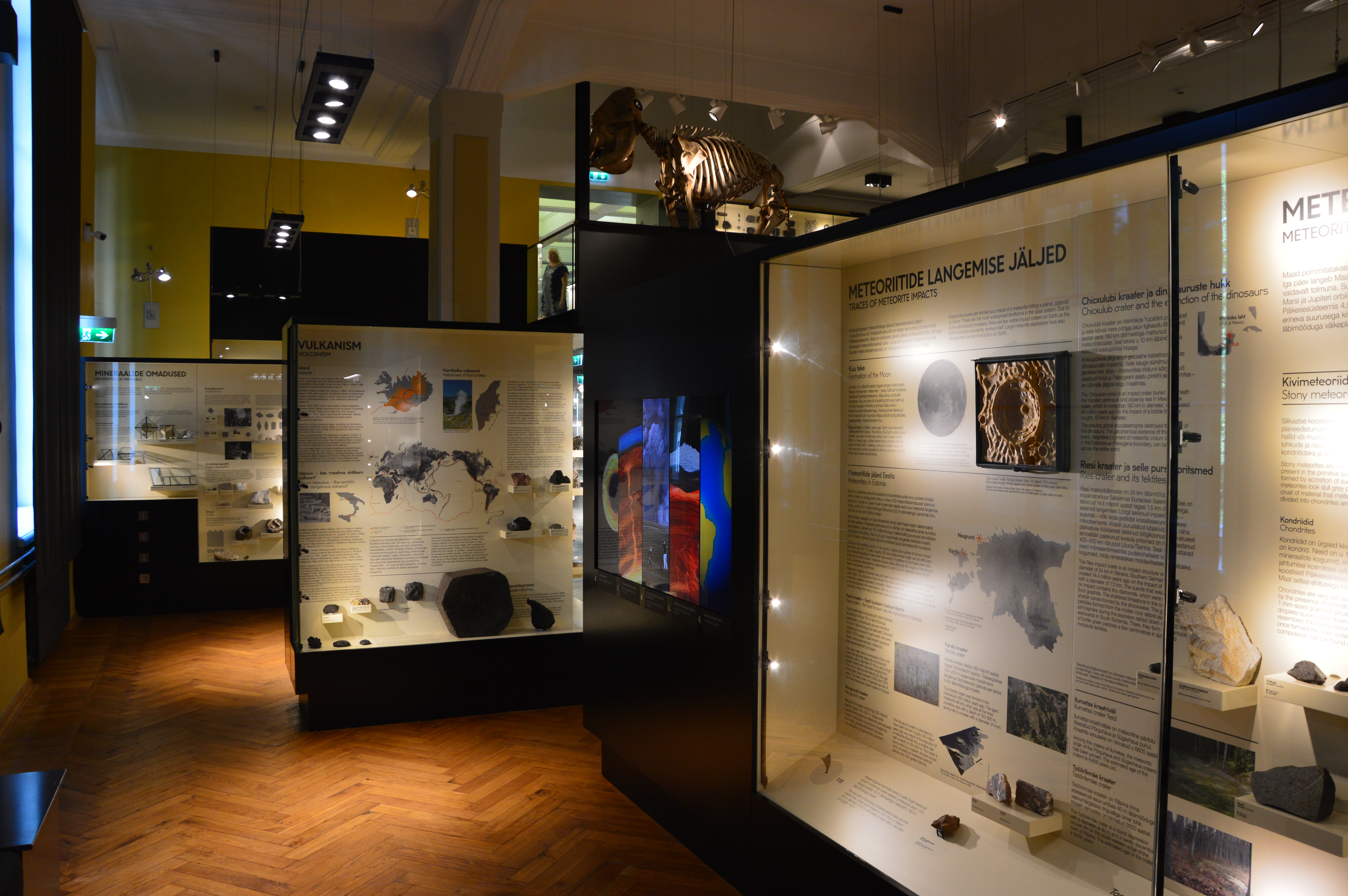
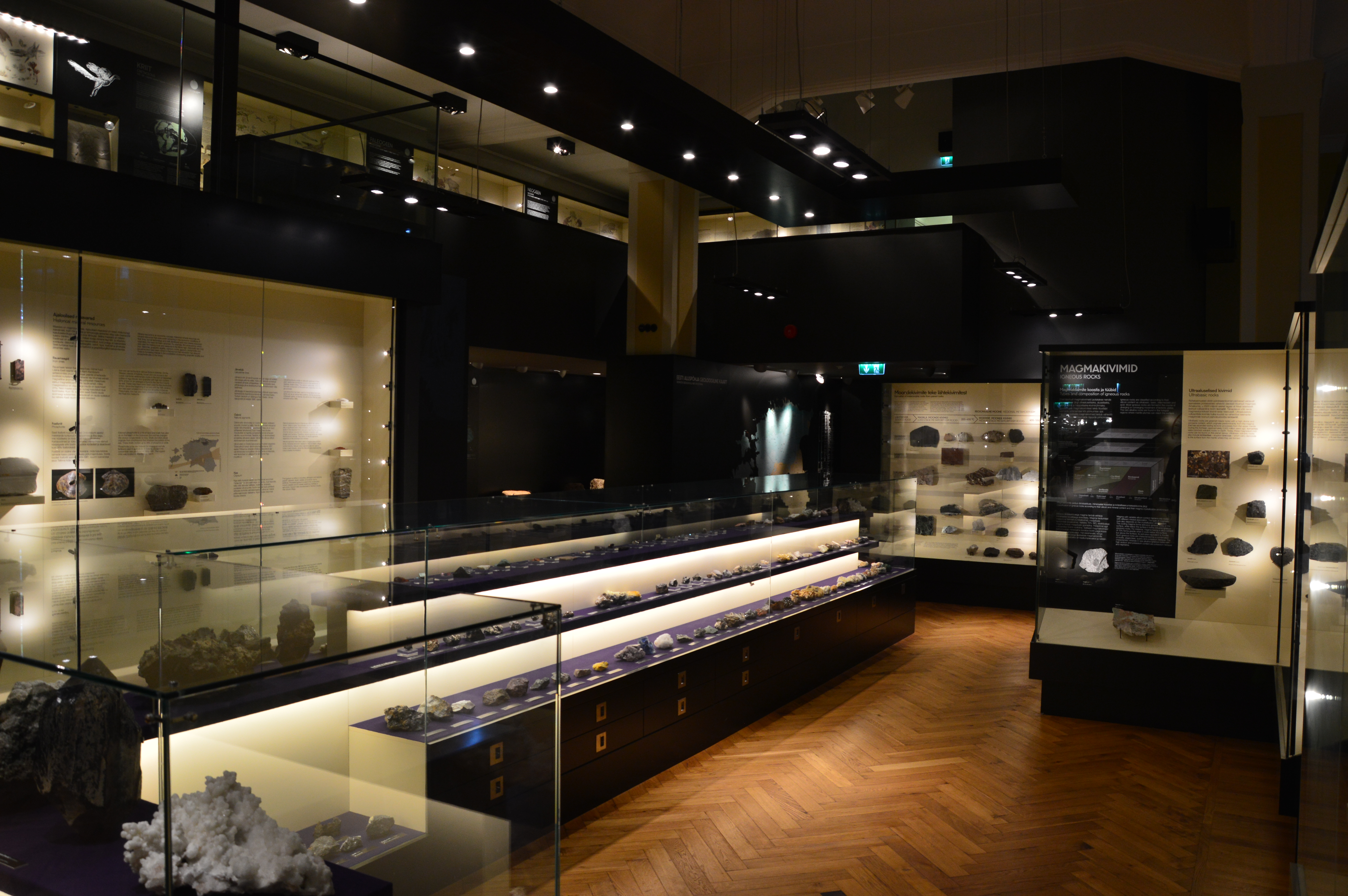
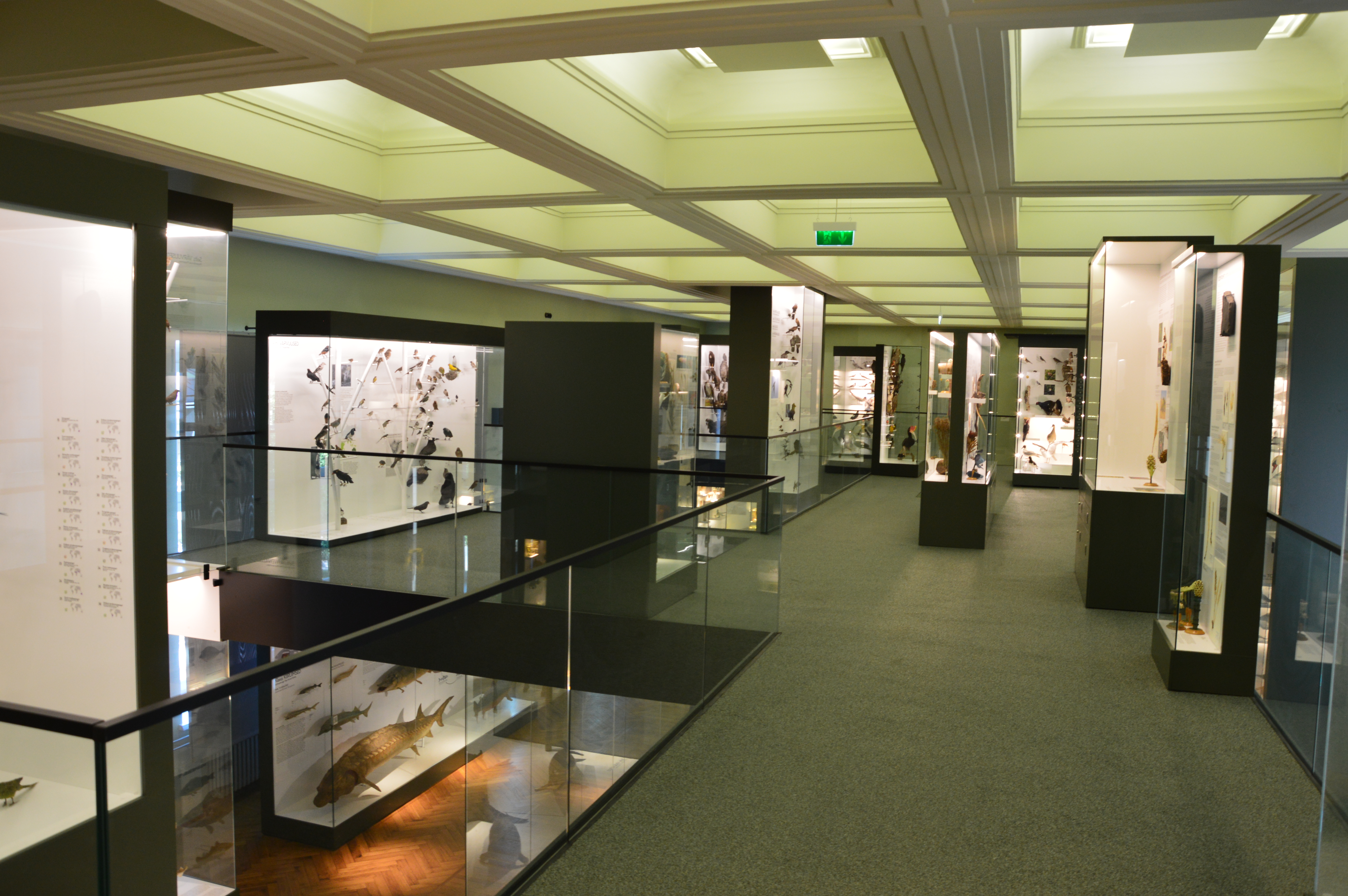
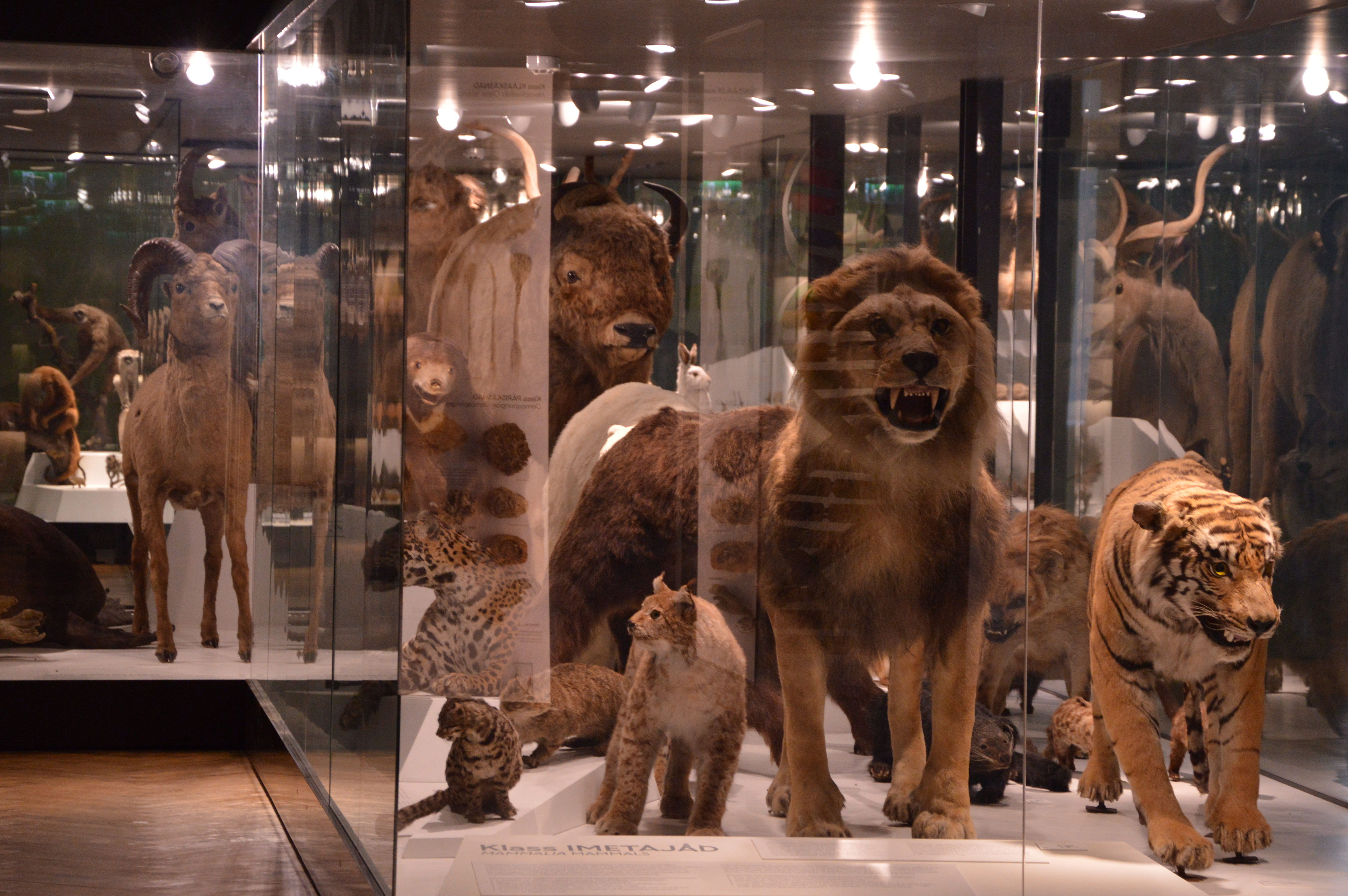